# Evandro Santo
Evandro Márcio dos Santos, mais conhecido como Evandro Santo ou Christian Pior (Belo Horizonte, 10 de dezembro de 1974), é um ator, humorista e radialista brasileiro. Esteve no ar no programa Pânico na TV (2007—11), depois foi para o Pânico na Band (2012—17), com o  quadro "Medda", em que interpretava Christian Pior, um estilista gay do interior que queria ser amigo dos ricos e vivia criticando os pobres, sátira ao falecido estilista Christian Dior.

## Biografia
Evandro nasceu em Belo Horizonte e passou seus primeiros 6 anos de vida com os tios, até que sua mãe o levou para morar com ela em Uberaba. Ela, que o teve aos dezessete anos, mais tarde casou-se novamente. Evandro acabou deixando o lar familiar devido aos conflitos com o padrasto e a rejeição da mãe em aceitar sua homossexualidade. Aos 14 anos, ele fugiu de casa para São Paulo por esses motivos. Acabou sendo ajudado por um assaltante de rua que o acolheu quando o achou largado na Praça da República, carente e necessitado, pedindo esmolas. Ele o levou para morar com ele na Zona Leste da Capital paulista e Evandro se tornou seu namorado.
A identidade de seu pai biológico é desconhecida. Em 2010, um teste de DNA revelou que o homem que sua mãe afirmava ser seu pai, um ex-amante muito mais velho, na realidade não o era. A história da mãe sobre o passado permanece incerta; ela mencionou que esse homem casado a havia instruído a abortar e que, recusando-se a fazê-lo e diante das dificuldades econômicas, entregou Evandro para ser criado pelos tios. Até o momento, ela não lhe esclareceu quem é seu verdadeiro pai. Evandro só reencontraria a mãe em Uberaba durante um trabalho com o programa Pânico.

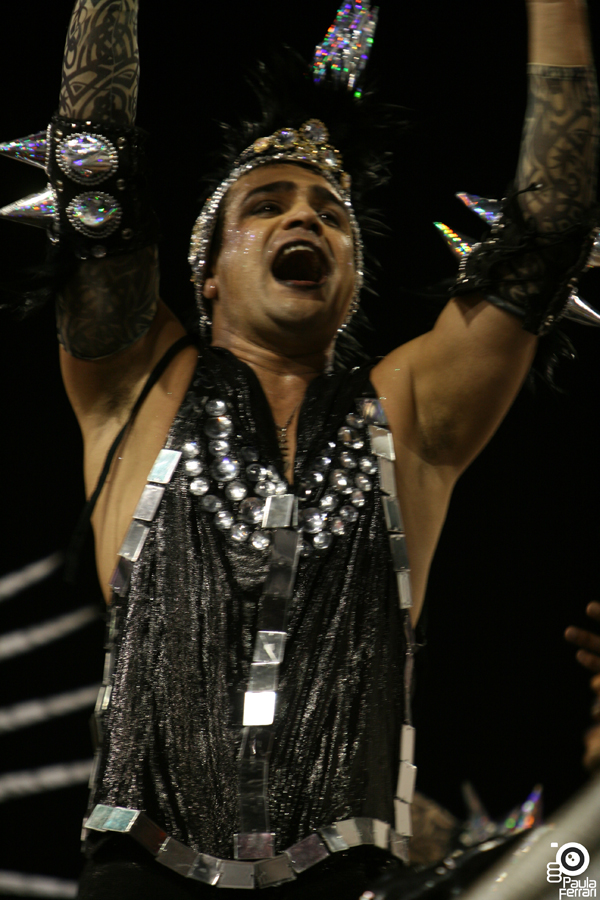
Evandro Santo no Carnaval de São Paulo em 2010.

Aos 17 anos, já vivendo sozinho, começou a fazer telegramas animados, quando descobriu seu talento para o humor, que utilizou na comédia brega anos 1980, ao lado de Massita & Uras e a Trash80's. Atuou no Pânico na TV de 2007 a 2011 e no Pânico na Band, onde ficou 2012 a 2017.
Em 26 de julho de 2018, a participação de Evandro no The Noite registrou a maior audiência do programa desde a estreia em março de 2014, nesse dia o The Noite registrou 8,1 pontos de média, e 10,2 pontos de pico. Em 18 de setembro de 2018, foi confirmado pela Record TV que Evandro seria um dos participantes da décima temporada do reality show A Fazenda. Em 2020, passou a apresentar o programa Reinvenção na TV Walter Abrahão.
Em março de 2021, passou a comandar o Bate Boca Brasil Cover, também na TV Walter Abrahão, programa apresentado diariamente ao lado da colunista de celebridades Fernanda Alves.

## Filmografia

### Televisão
| Ano     | Título                 | Cargo / Função               | Nota                  |
| ------- | ---------------------- | ---------------------------- | --------------------- |
| 2007–11 | Pânico na TV           | Vários personagens           |                       |
| 2012–17 | Pânico na Band         | Vários personagens           |                       |
| 2018–19 | Melhor da Tarde        | Comentarista de celebridades |                       |
| 2018    | A Fazenda              | Participante (4º lugar)      | Temporada 10          |
| 2019    | Programa Raul Gil      | Jurado                       | Quadro: Shadow Brasil |
| 2020    | Reinvenção             | Apresentador                 |                       |
| 2021    | Bate Boca Brasil Cover | Apresentador                 |                       |

### Teatro
| Ano           | Título   | Personagem     |
| ------------- | -------- | -------------- |
| 2018–presente | Personas | Christian Pior |

### Internet
| Ano           | Título        | Cargo        | Plataforma |
| ------------- | ------------- | ------------ | ---------- |
| 2010-presente | Evandro Santo | Apresentador | YouTube    |

### Rádio
| Ano     | Título            | Cargo        |
| ------- | ----------------- | ------------ |
| 2007–18 | Pânico            | Apresentador |
| 2008–18 | Missão Impossível | Apresentador |